# Lycaenopsis mirificus
Lycaenopsis mirificus är en fjärilsart som beskrevs av Sugitani 1936. Lycaenopsis mirificus ingår i släktet Lycaenopsis och familjen juvelvingar. Inga underarter finns listade i Catalogue of Life.